# Pyskowice (stacja kolejowa)
Pyskowice – stacja kolejowa w miejscowości Pyskowice, w województwie śląskim, w powiecie gliwickim, w Polsce. Leży w ciągu linii kolejowych nr 132 i 135, będących częścią magistrali kolejowej C-E30. Obok stacji mieści się Skansen kolejowy w Pyskowicach, a w okolicy dawna stacja kolei piaskowej.

## Ruch pasażerski
| Rok  | Wymiana pasażerska na dobę |
| ---- | -------------------------- |
| 2017 | 50-99                      |
| 2022 | 50-99                      |

## Stacja Kultury
W 2018 r. własność budynku dworca została przejęta od PKP przez gminę Pyskowice, w celu utworzenia w nim filii Miejskiego Domu Kultury pn. "Stacja Kultury". Projekt uzyskał finansowanie z Unii Europejskiej. W 2021r. rozpoczęto przebudowę budynku, a 13 i 14 stycznia 2024r. miało miejsce oficjalne dwudniowe otwarcie obiektu. Wewnątrz znalazły się ekspozycje historyczne oraz odrestaurowany semafor z dawnego pobliskiego posterunku odgałęźnego kolei piaskowych Drama, wystawy fotograficzne i pamiątki związane z kolejowym dziedzictwem Pyskowic udostępnione przez mieszkańców miasta, pasjonatów historii i kolejnictwa W obiekcie działa ogólnodostępna toaleta oraz poczekalnia dla podróżnych, czynne w godzinach otwarcia obiektu.

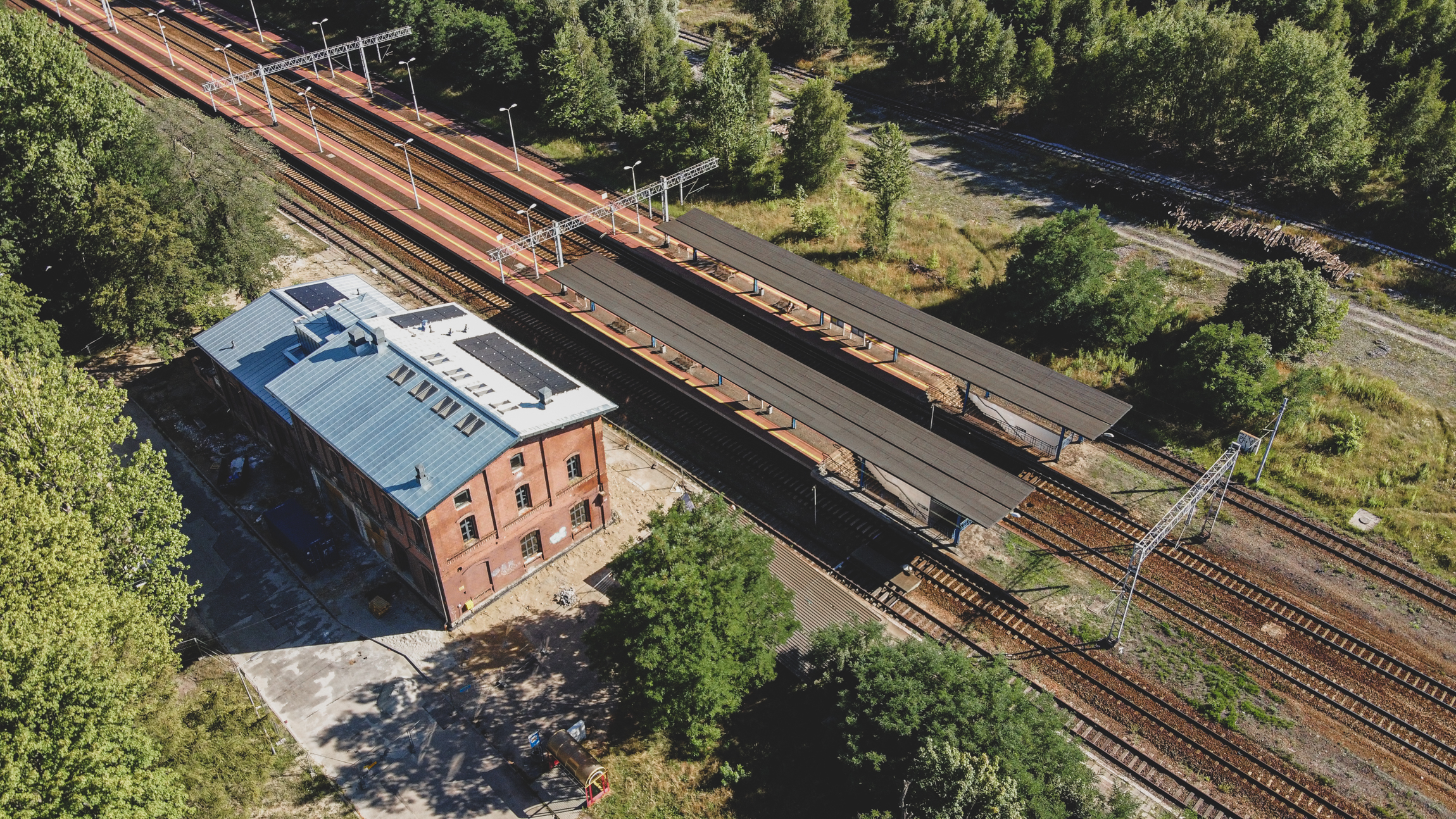
Dawny budynek dworca, widok na perony 1 (zlikwidowany), 2 i 3 od strony Paczyny/Toszka.
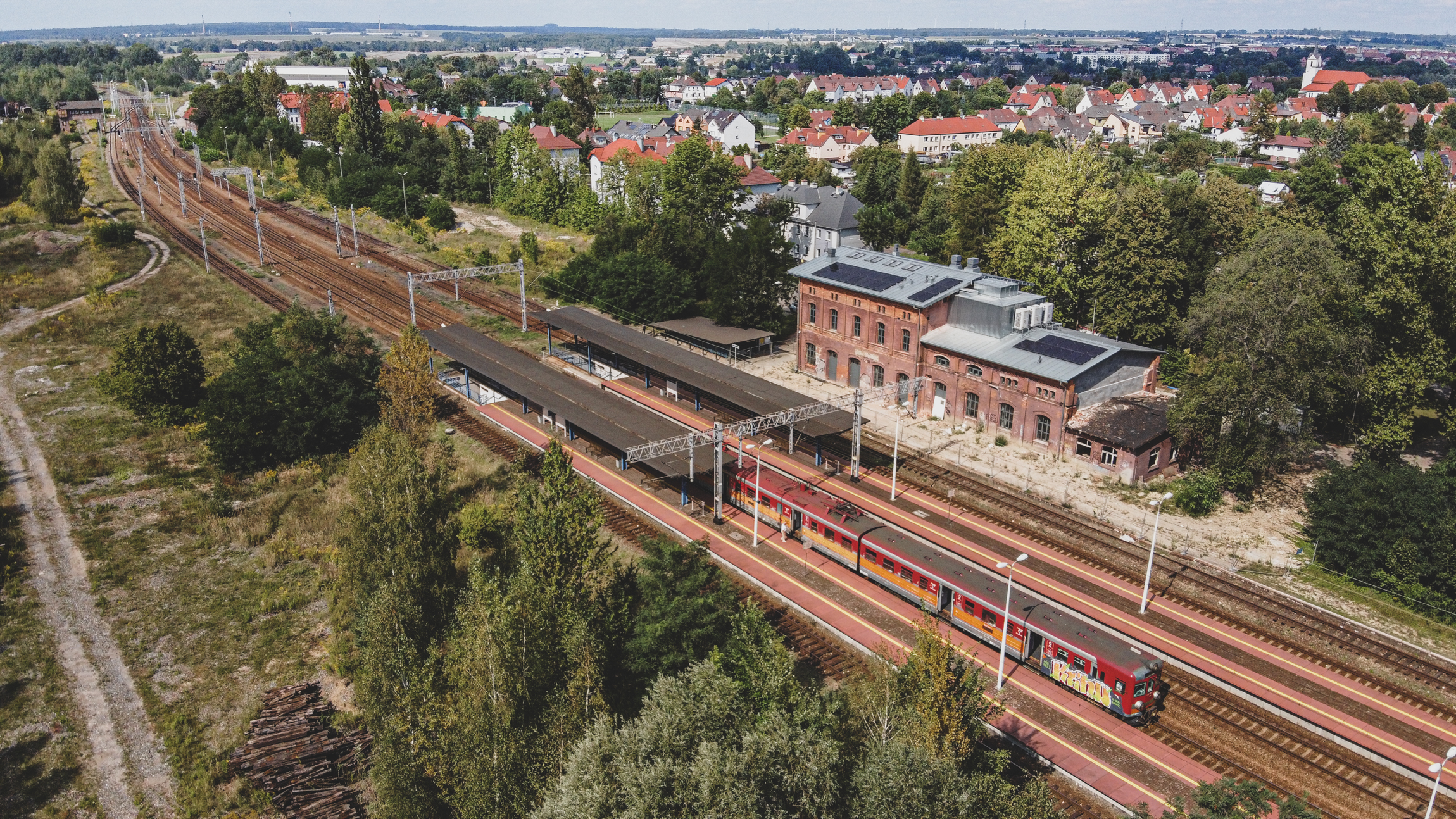
Dawny budynek dworca, widok na perony 3, 2 i 1 (zlikwidowany). Widok od strony Gliwic.
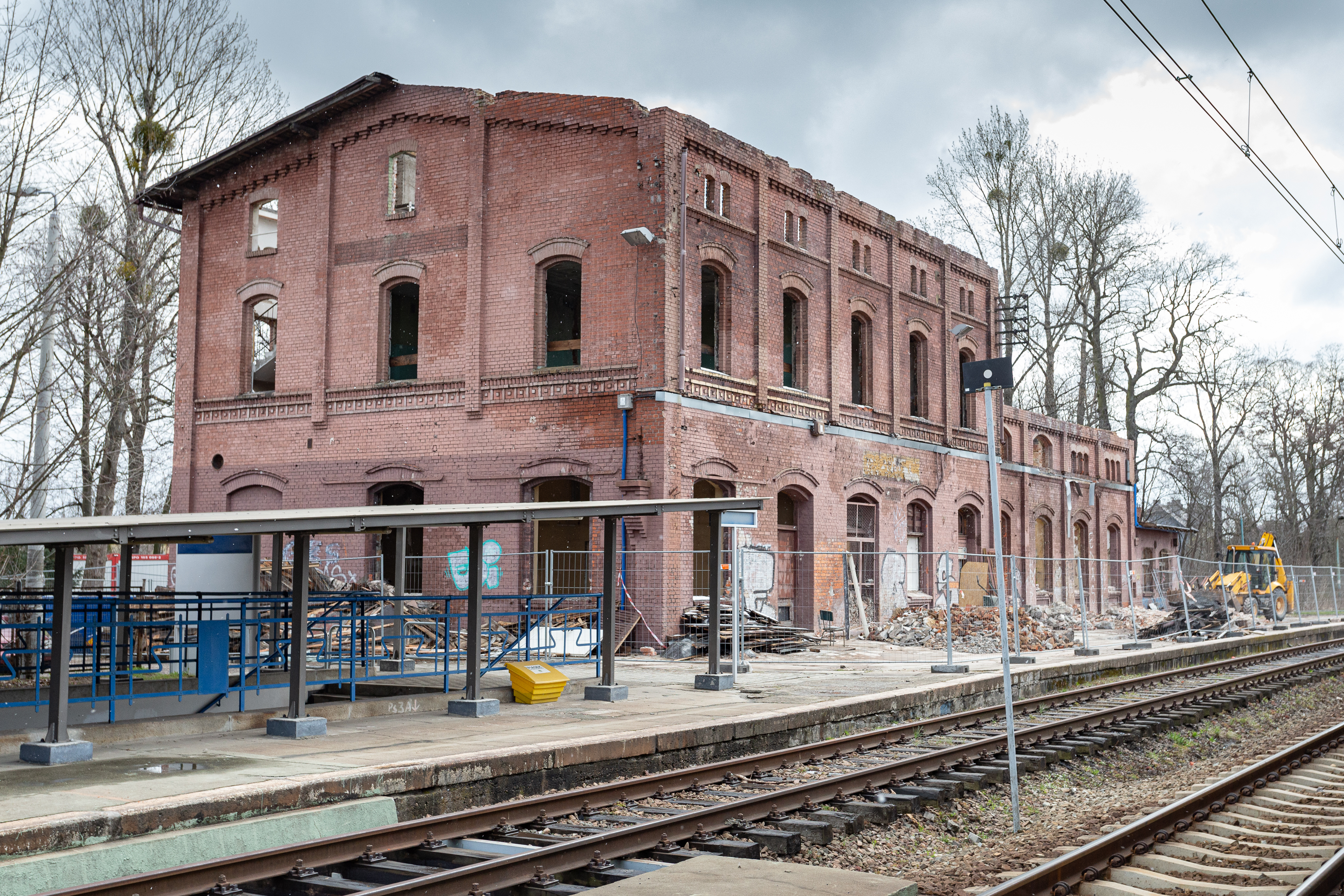
Dawny budynek dworca podczas remontu, widok od strony zejścia podziemnego, 2021.
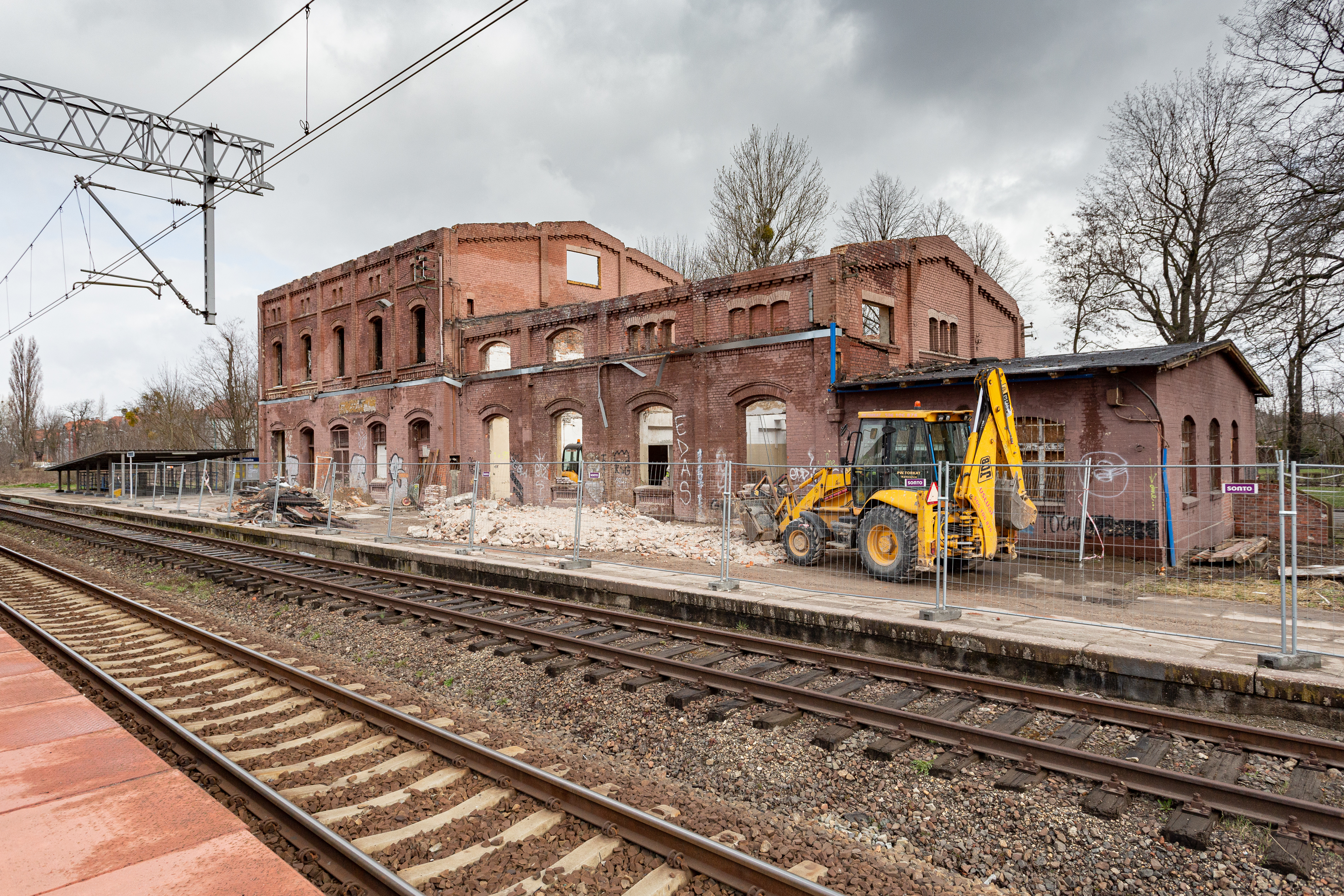
Dawny budynek dworca podczas remontu, widok od strony peronów.

## Rewitalizacja
W latach 2010-2014 r. przeprowadzono remont stacji, w ramach rewitalizacji linii kolejowej nr 132/135. Zwiększono prędkość przelotową pociągów przez stację, wyłączono z użytku nastawnię wykonawczą Pk6 i gruntownie przebudowano nastawnię dysponującą PkA (po remoncie Pk). Uproszczono układ torowy, oraz odcięto możliwość wjazdu na peron 1, co stało się równoznaczne z ostatecznym wycofaniem peronu z eksploatacji. Wyremontowano perony drugi i trzeci, wiaty, oraz przejście podziemne dla pasażerów (przywrócono do użytku).

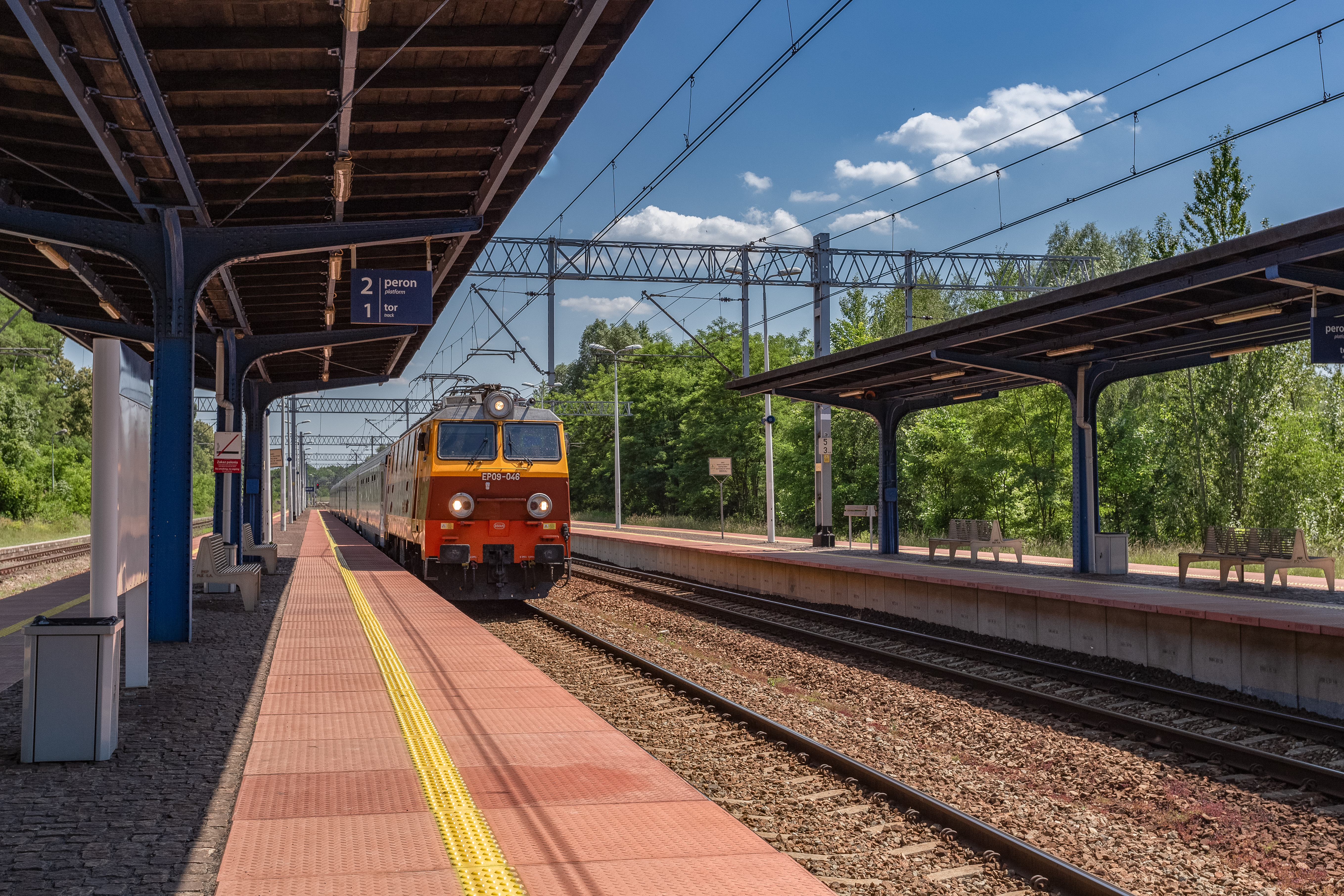
EP09-046 przejazdem przez stację Pyskowice (2024)
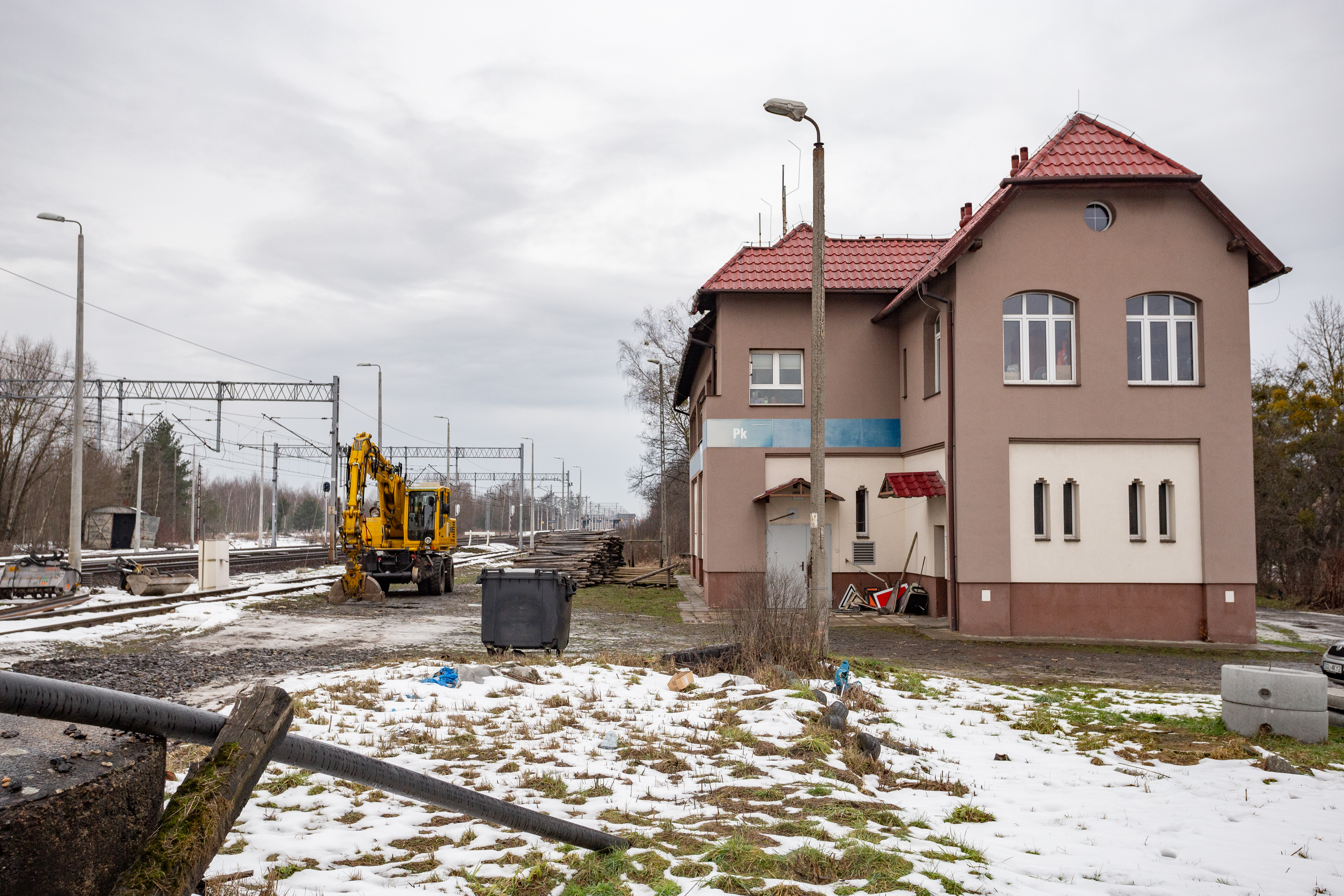
Stacja Pyskowice, nastawnia Pk (2021)
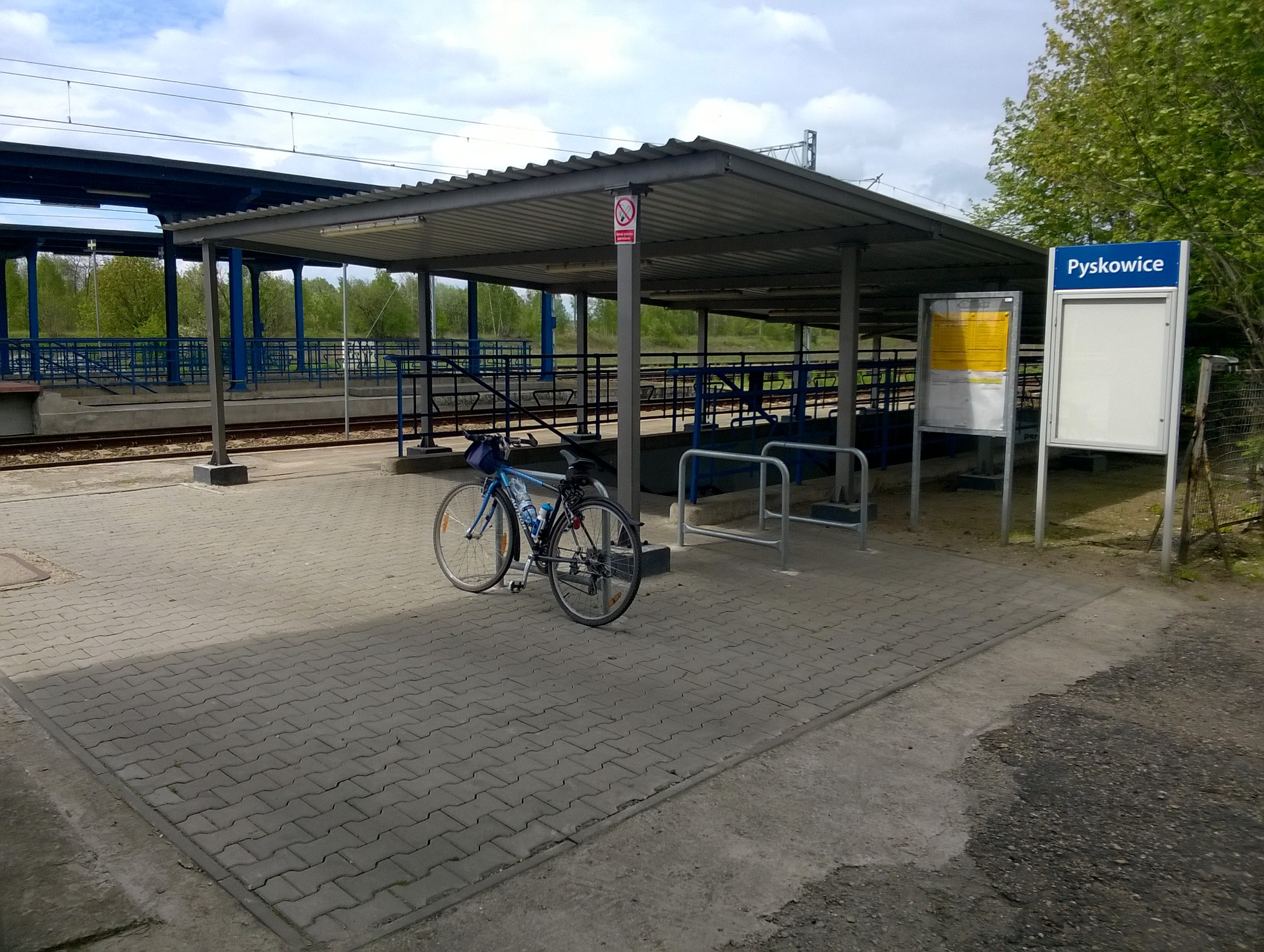
Zejście podziemne, stojaki na rowery i rozkłady jazdy przy peronie 1 (2016r.)
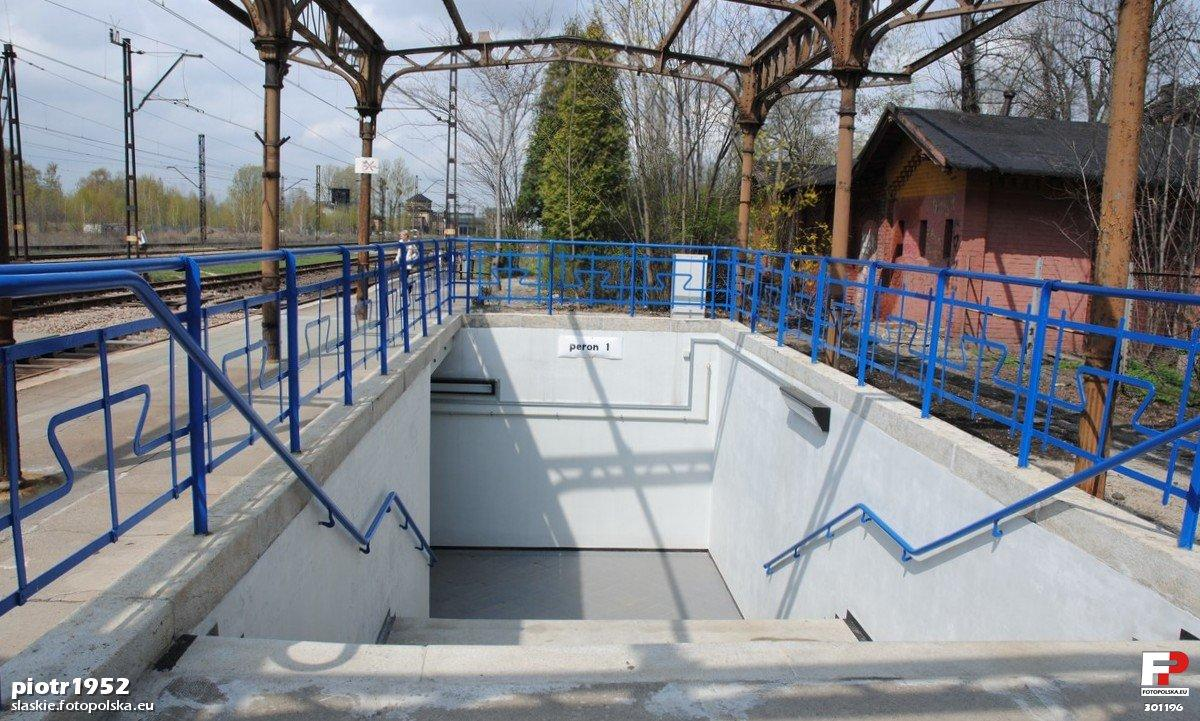
Zejście podziemne po rewitalizacji (2012)
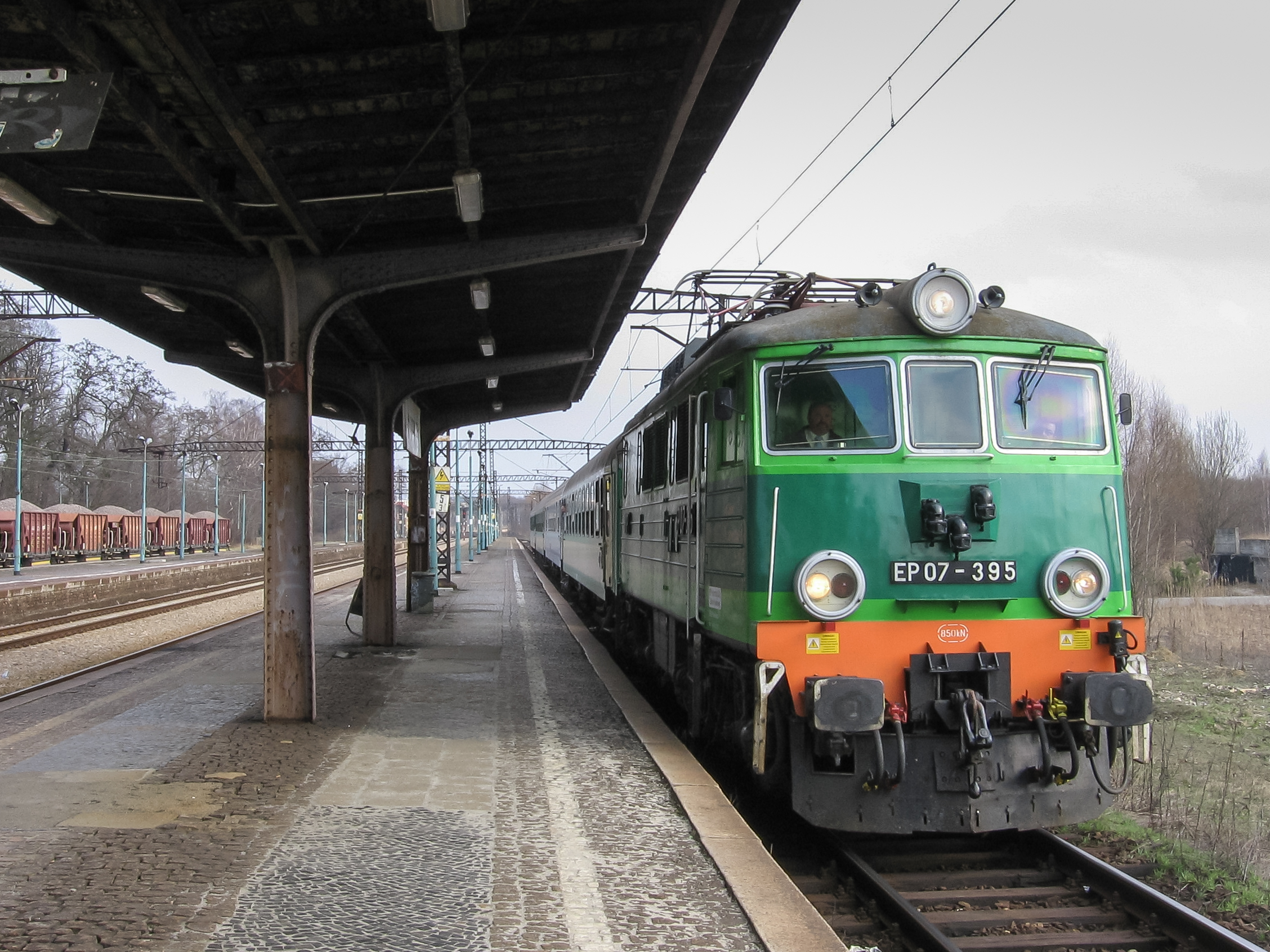
Stacja Pyskowice w trakcie rewitalizacji (2011)

## Połączenie z dawną stacją kolei piaskowych
W latach 2021-2022 utworzono nowe połączenie sieci PKP PLK z dawną stacją kolei piaskowych "Pyskowice". Obie stacje, które dzieliło kilkaset metrów, nie posiadały połączenia od czasu budowy stacji piaskowej Pyskowice w 1913. Poprzedni dojazd do stacji piaskowej Pyskowice zlikwidowano wraz z likwidacją linii piaskowej nr 301. Nowy łącznik zapewnia dojazd do zakładów PROTOR w Dzierżnie oraz ŚZR w Przezchlebiu.

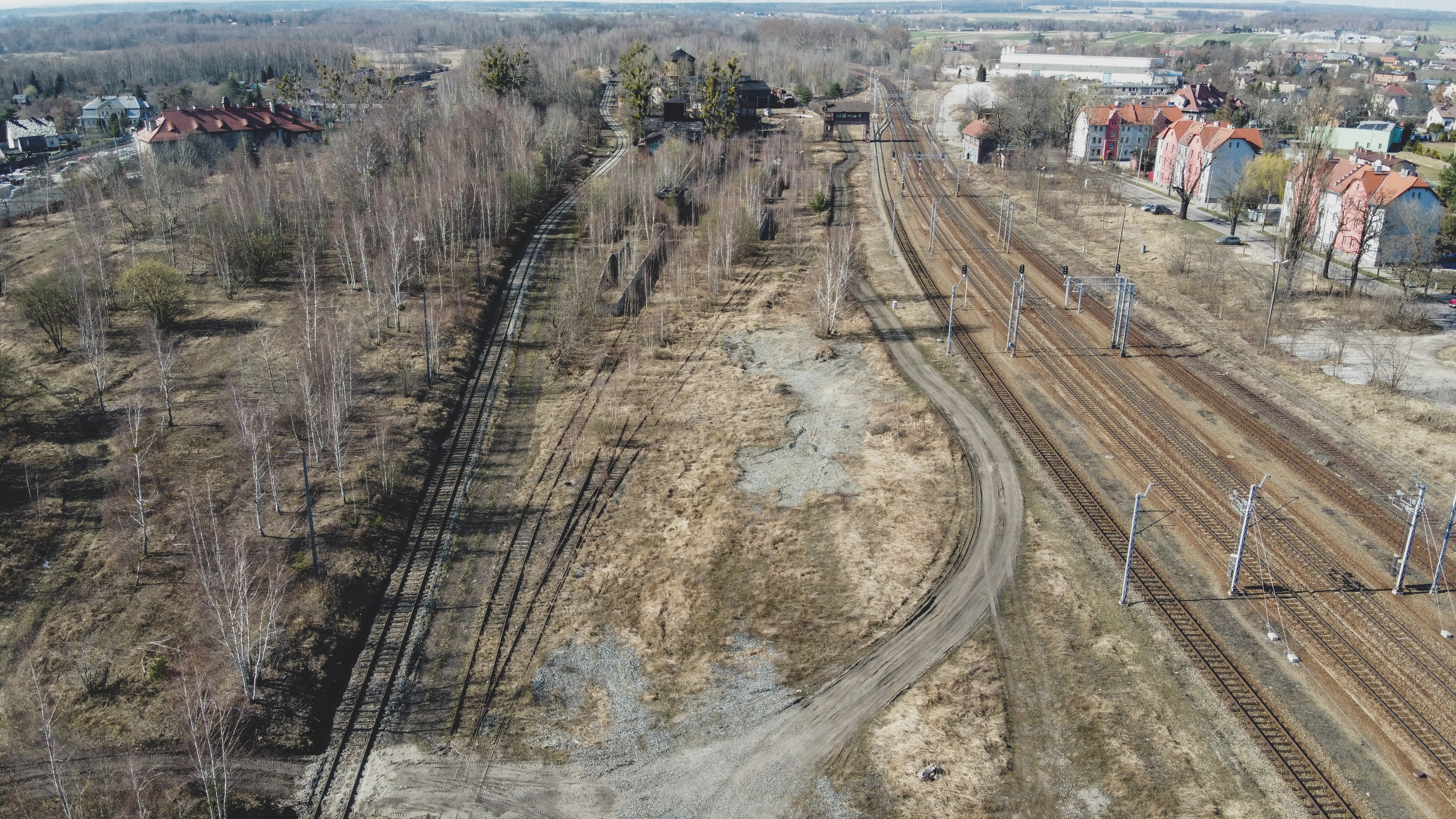
Nowy łącznik bocznicy
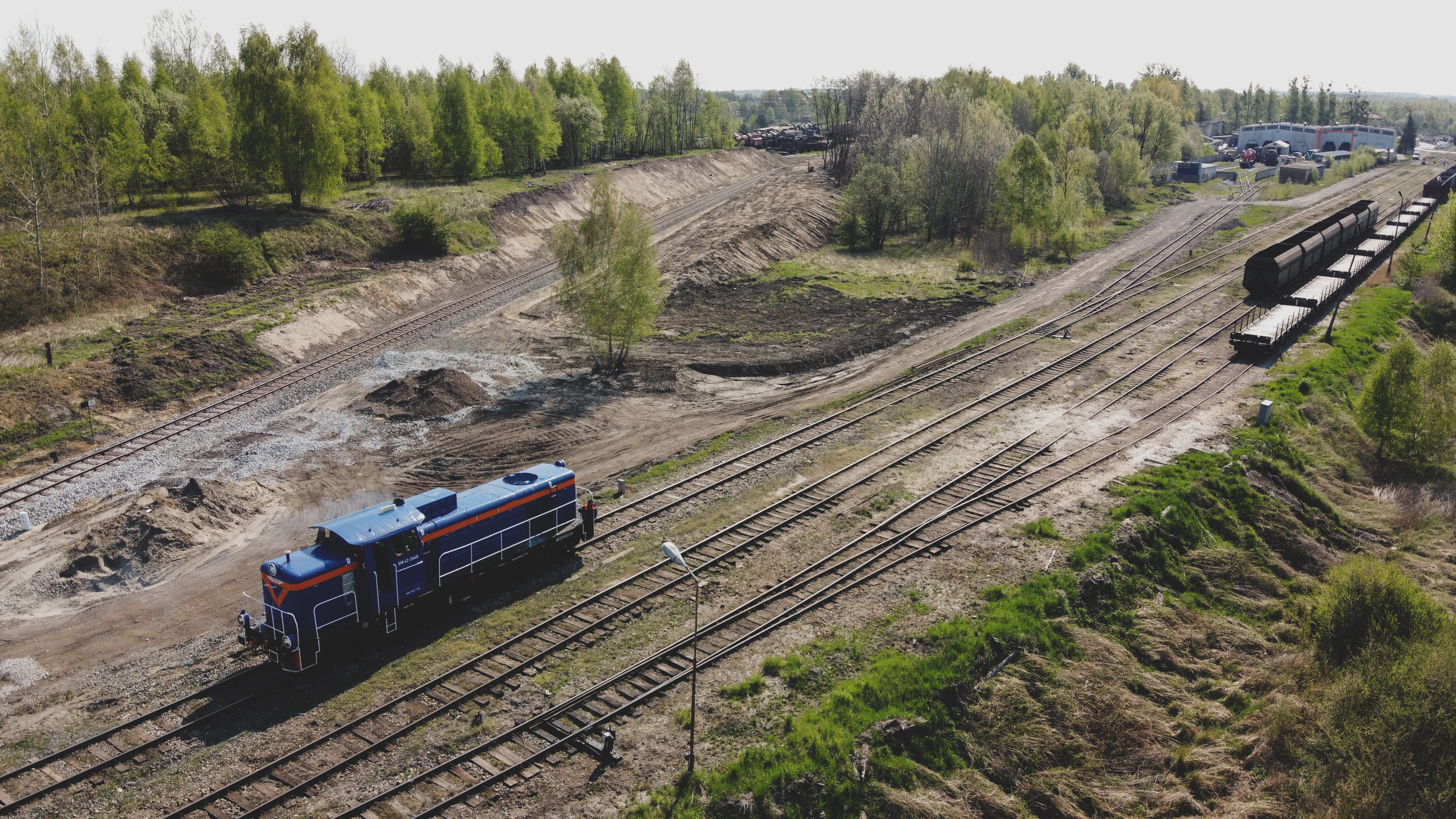
SM42-2448 na tle nowej bocznicy
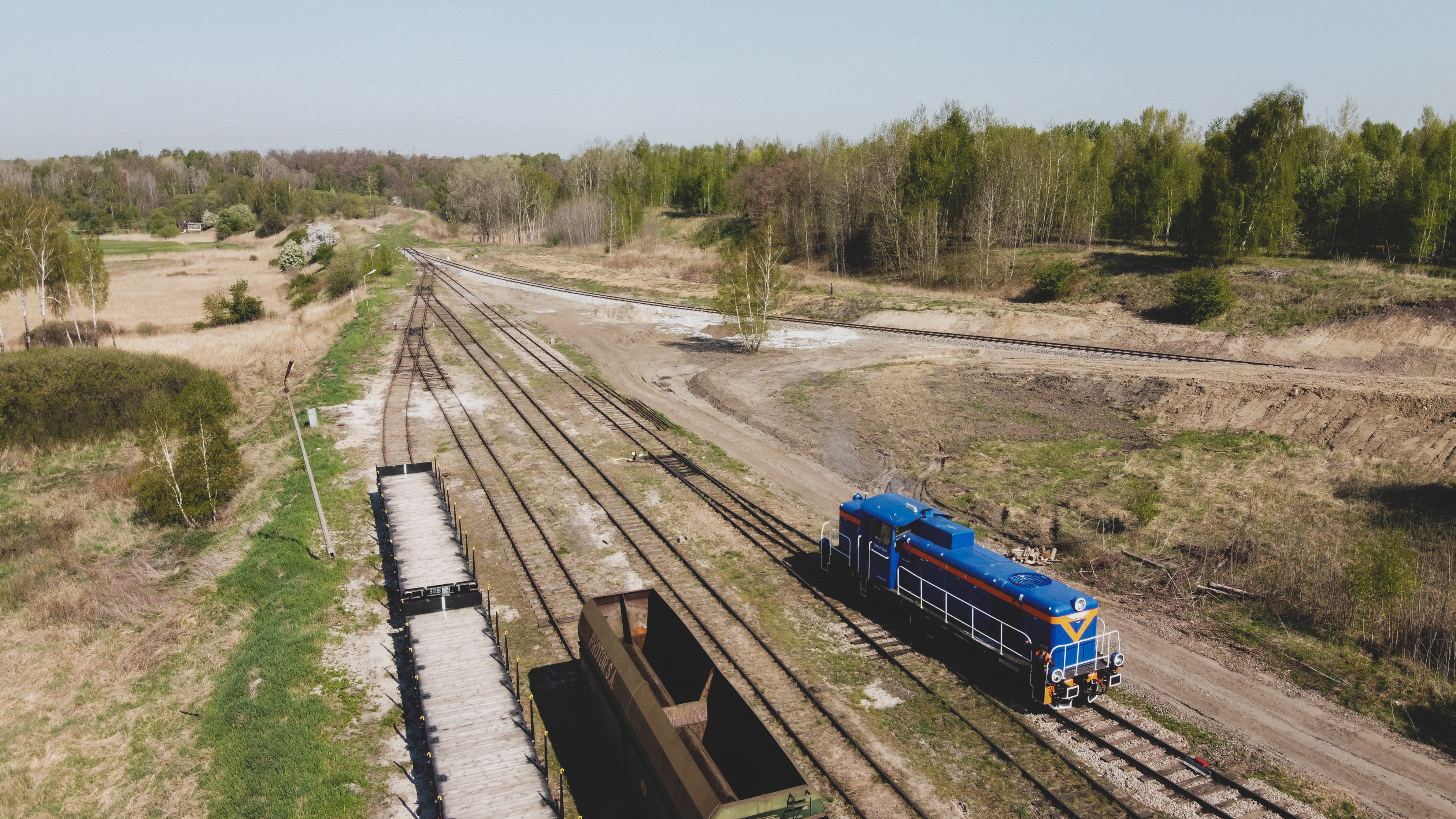
Widok na nowy łącznik patrząc w kier. wyjazdu do Dzierżna
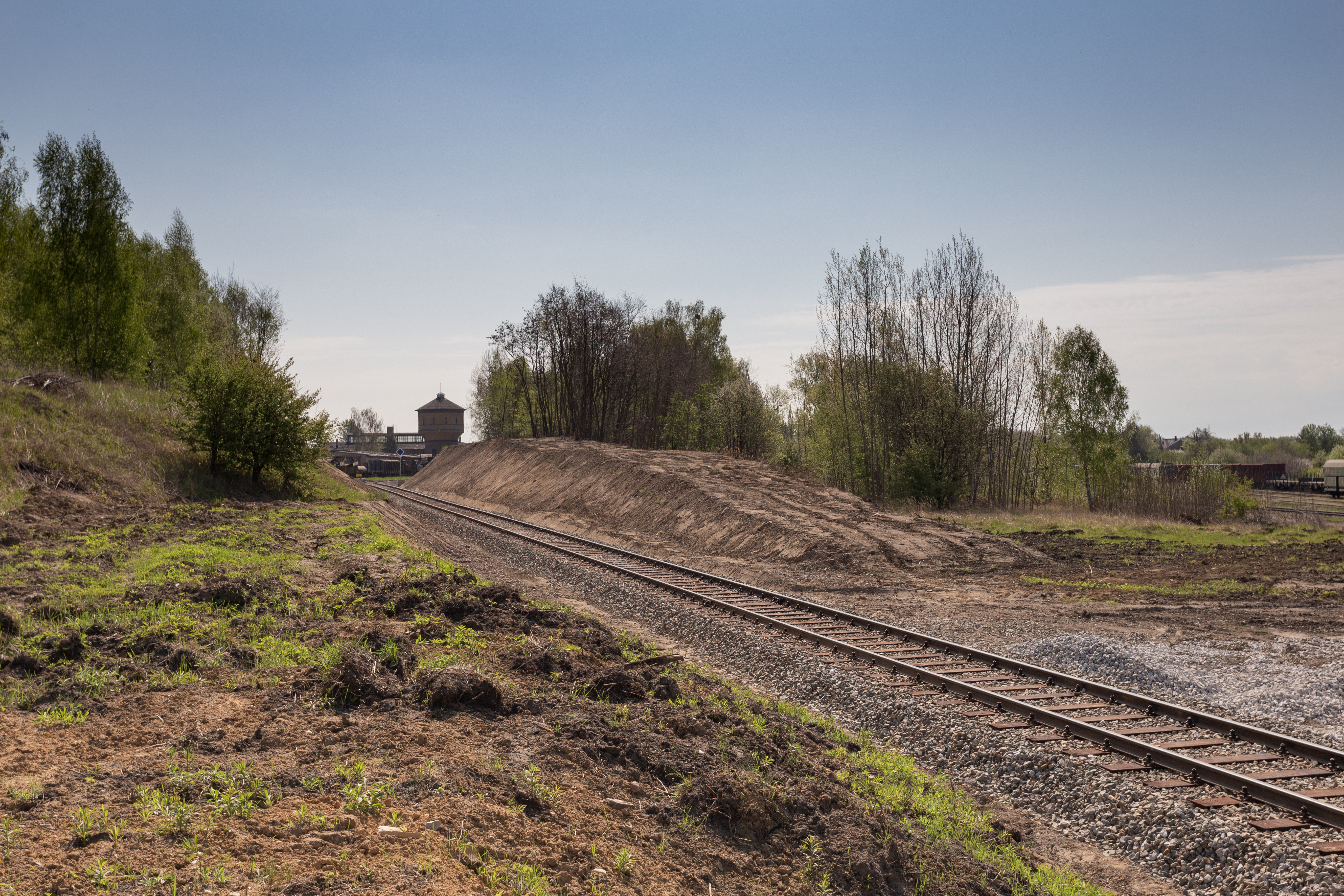
Skansen kolejowy w Pyskowicach widoczny w tle

## Nastawnia bramowa Pk5
W połowie 2022r. pojawiły się pierwsze informacje dot. planów wyburzenia jednej z sześciu zachowanych w Polsce (stan na maj 2023) nastawni bramowych - nieużytkowanej nastawni Pk5. Nastawnia stanowi część zabytkowego kompleksu dawnej parowozowni Pyskowice, jednak sam obiekt nastawni nie został wpisany do rejestru zabytków (wykreślona z gminnego rejestru zabytków). Sprawa spotkała się z protestem społecznym i inicjowanym przez stowarzyszenia pasjonatów kolejnictwa: Stację Pyskowice, TOZKiOS Pyskowice, Towarzystwo Entuzjastów Kolei oraz Atlas Kolejowy. Zamiast całkowitego wyburzania, proponowano przejęcie obiektu od spółek PKP przez stowarzyszenia, przeniesienie budynku w inną lokalizację, bądź jego częściowe zachowanie. W sprawie interweniowało kilku posłów oraz posłanek na Sejm RP, a także lokalne i ogólnopolskie media.
Po serii spotkań i dialogu z Wojewódzkim Konserwatorem Zabytków w Katowicach oraz spółkami PKP uzyskano kompromis polegający na odstąpieniu od całkowitego wyburzania obiektu. Podczas rozbiórki (wielokrotnie przekładanej, finalnie przeprowadzonej w dniach 09.05-12.05.2023r.) zachowano stalowy szkielet nastawni; a następnie przeniesiono go na teren pyskowickiego skansenu kolejnictwa, co ma pozwolić na przynajmniej częściową odbudowę obiektu w przyszłości.

Powiat Gliwicki przejął nieodpłatnie konstrukcję zabytkowej nastawni w styczniu 2024r.

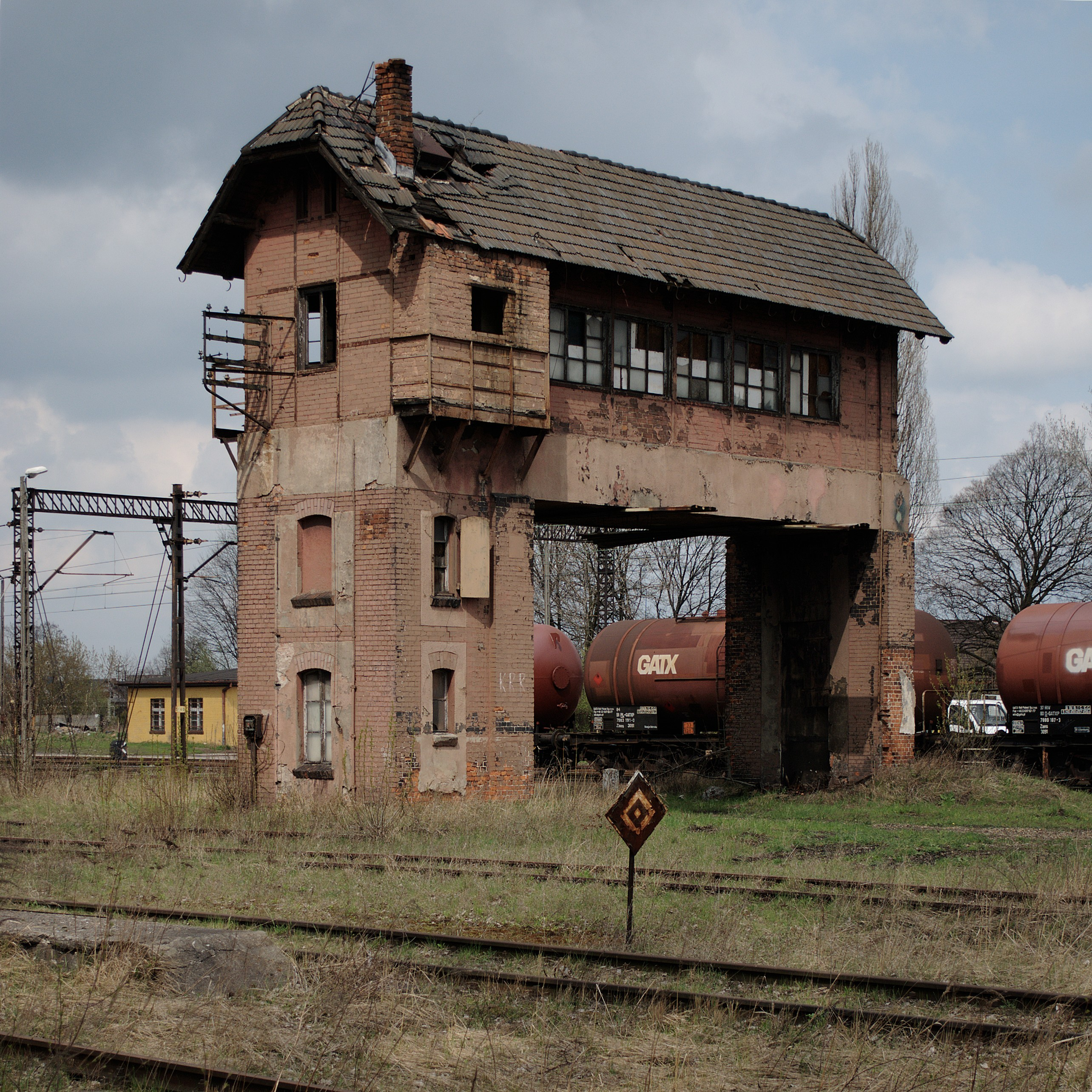
Nastawnia bramowa Pk5
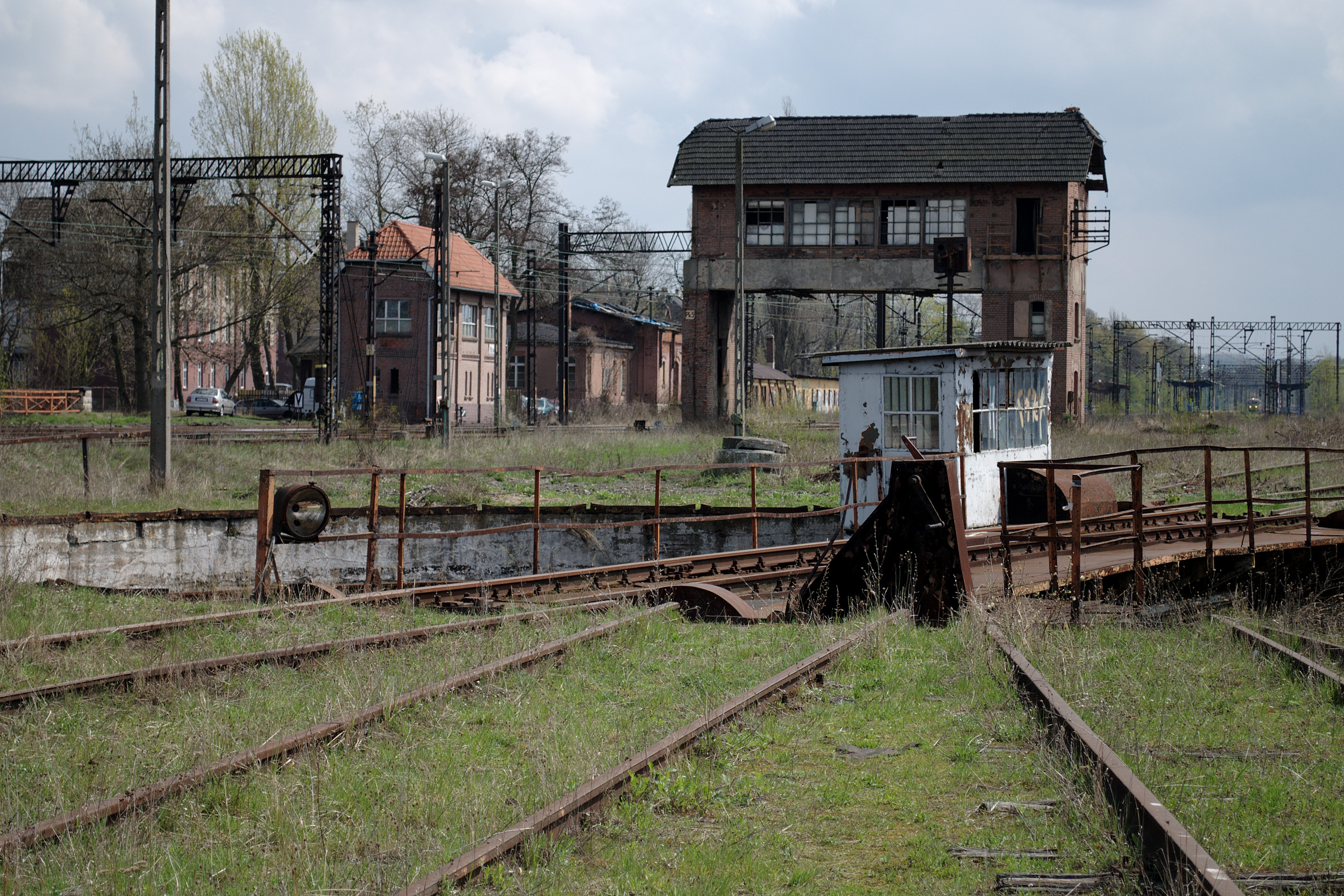
Nastawnia bramowa "Pk5", w tle nastawnia "Pk6", dziś już również zlikwidowana.
Panorama stacji, widok na nastawnię bramową Pk5, parowozownię wachlarzową oraz wieżę wodną i wagonownię.
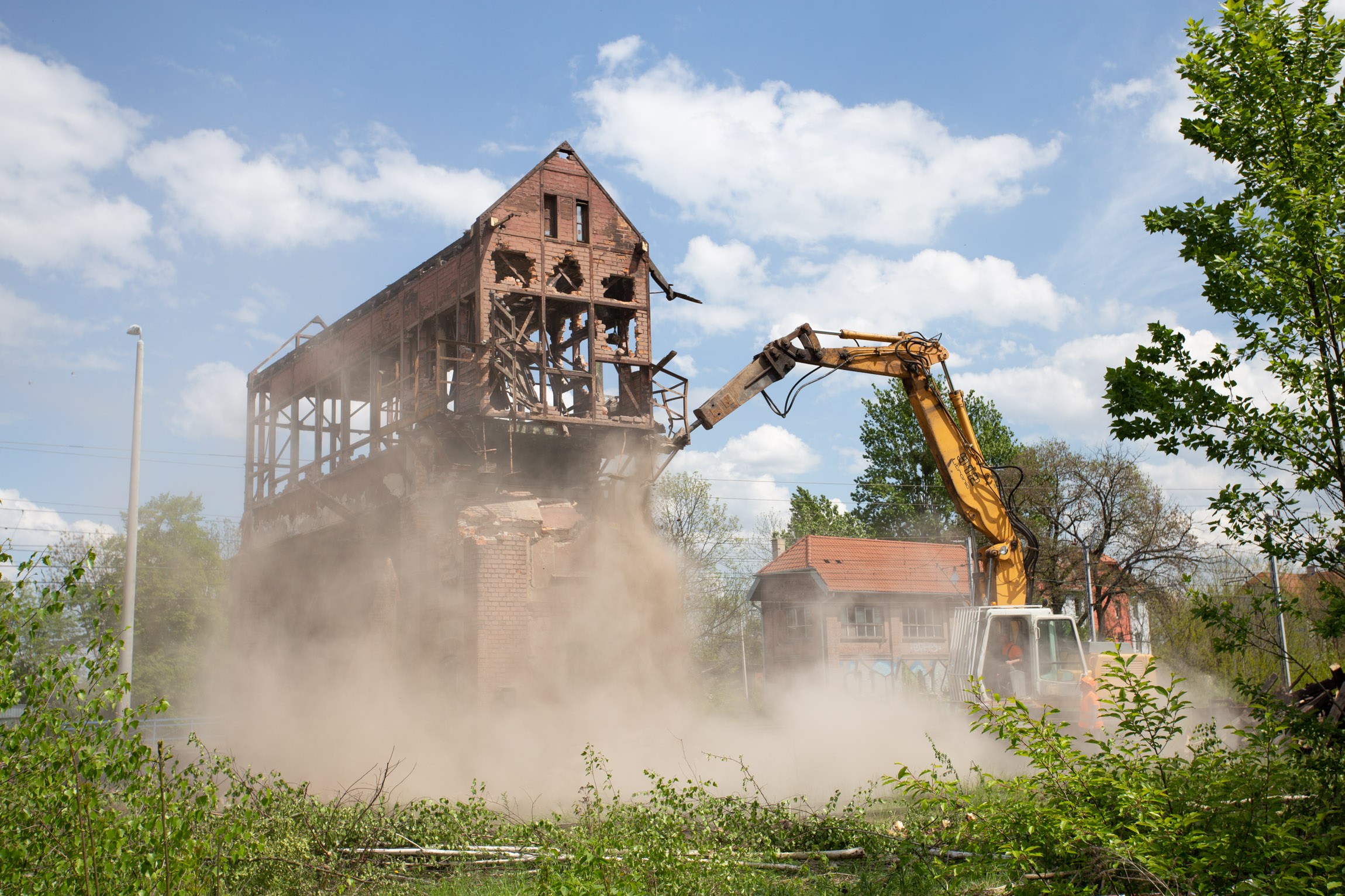
Rozbiórka nastawni bramowej Pk5
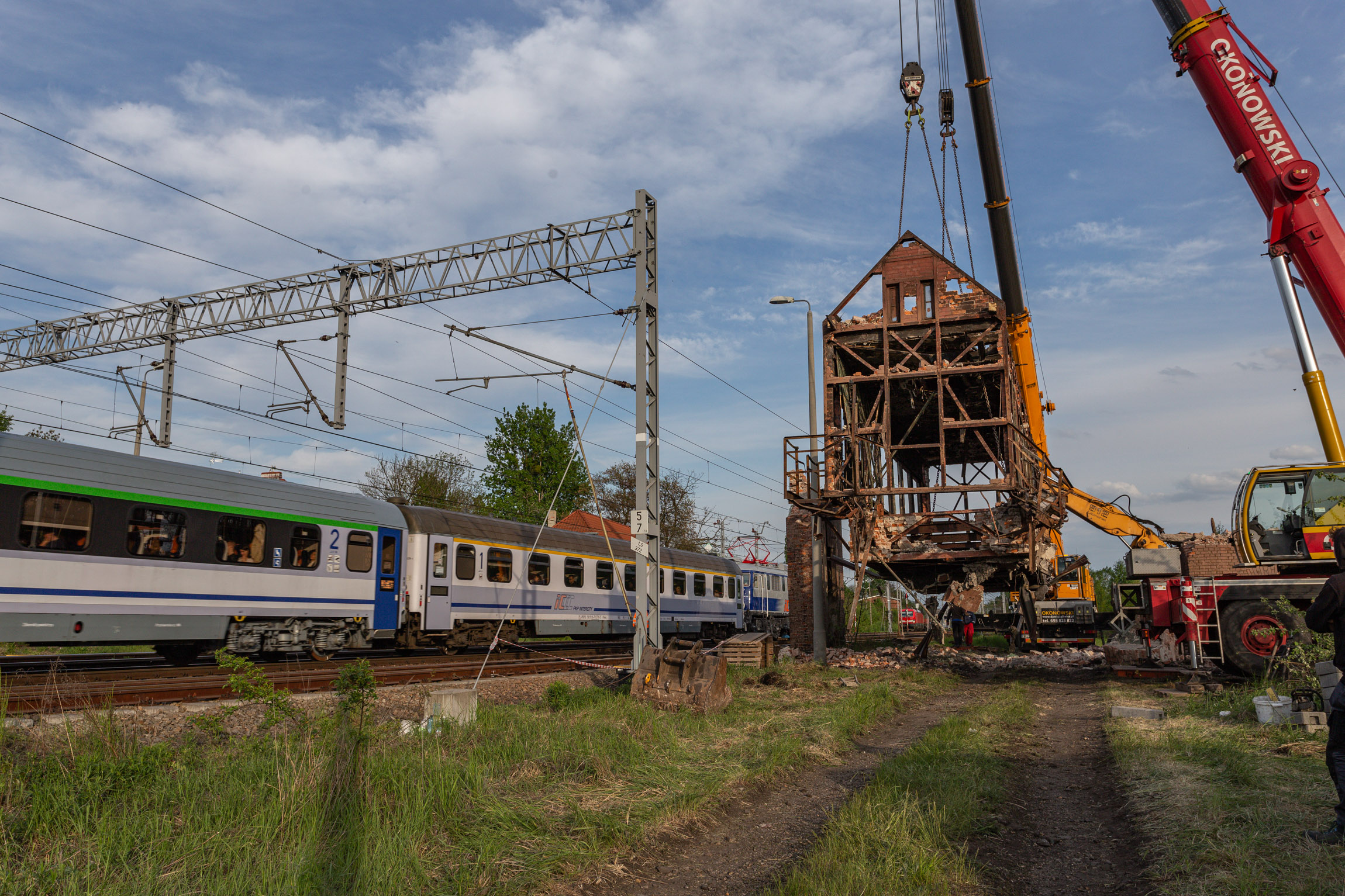
Przenoszenie szkieletu Pk5